# Parvicaecilia pricei
Parvicaecilia pricei és una espècie d'amfibis gimnofions de la família Caeciliidae.
És endèmica de Colòmbia. Els seus hàbitats naturals inclouen boscos secs tropicals o subtropicals, montans secs, pastures, plantacions, jardins rurals, zones prèviament boscoses ara molt degradades i zones d'irrigació.